# Listă de personalități din Rio de Janeiro

Emblema orașului Rio de Janeiro

Această pagină conține o listă cronologică de personalități născute în Rio de Janeiro.
Dacă nu este precizată etnia unei persoane, se subînțelege că acesta este braziliană.
- Luís Alves de Lima e Silva⁠(d) (1803 - 1880), ofițer, om de stat;
- Infantele Sebastian al Portugaliei și Spaniei (1811 - 1975), prinț;
- Maria a II-a (1819 - 1853), regină a Portugaliei;
- Januária de Brazilia⁠(d) (1822 - 1901), prințesă a Braziliei;
- Pedro al II-lea (1825 - 1891), împărat;
- Leopoldina a Braziliei (1847 - 1871), prințesă;
- Petru de Saxa-Coburg-Kohary (1866 - 1934), prinț;
- August Leopold de Saxa-Coburg-Kohary (1867 - 1922), prinț german;
- Pixinguinha (1897 - 1973), muzician;
- Oscar Niemeyer (1907 - 2012), arhitect;
- Antonio Candido (1918 - 2017), scriitor, critic literar;
- Agepê (1942 - 1995), cântăreț;
- Chico Buarque (n. 1944), muzician;
- João W. Nery (1950 - 2018), scriitor;
- Eduardo Riedel (n. 1969), politician, om de afaceri;
- Mônica Carvalho (n. 1971), actriță;
- Ronaldo (n. 1976), fotbalist;
- Morena Baccarin (n. 1979), actriță;
- Bernardo Falcone (n. 1983), actor;
- Eduardo da Silva (n. 1983), fotbalist;
- Vágner Love (n. 1984), fotbalist;
- Rafael de Gran-Pará (n. 1986), prinț;
- Maicon Pereira de Oliveira (1988 - 2014), fotbalist;
- Micael Borges (n. 1988), actor, cântăreț;
- Miguel Gustavo (1922 - 1972), jurnalist, textier și compozitor;
- Rodrigo Moreno (n. 1991), fotbalist;
- Philippe Coutinho (n. 1992), fotbalist;
- Tamires Araújo (n. 1994), handbalistă;
- Lívian Aragão (n. 1999), actriță.